# Pilot Pen Tennis 2006
Il Pilot Pen Tennis 2006  è stato un torneo di tennis giocato sul cemento.
È stata la 26ª edizione del Pilot Pen Tennis, che fa parte della categoria International Series nell'ambito dell'ATP Tour 2006, e la 39ª edizione della categoria Tier II nell'ambito del WTA Tour 2006.
Il torneo si è giocato al Cullman-Heyman Tennis Center  di New Haven nel Connecticut negli USA, dal 20 al 26 agosto 2006.

## Campioni

### Singolare maschile
Nikolaj Davydenko ha battuto in finale  Agustín Calleri con il punteggio di 6–4, 6–3.

### Singolare femminile
Justine Henin ha battuto in finale  Lindsay Davenport con il punteggio di 6–0, 1–0 rit.

### Doppio maschile
Jonathan Erlich /  Andy Ram hanno battuto in finale  Mariusz Fyrstenberg /  Marcin Matkowski con il punteggio di 6–3, 6–3.

### Doppio femminile
Zi Yan /  Jie Zheng hanno battuto in finale  Lisa Raymond /  Samantha Stosur con il punteggio di 6–4, 6–2.